# Japan Open de 2008
O Japan Open de 2008 foi a sétima edição do Japan Open, um evento anual de patinação artística no gelo organizado pela Federação Japonesa de Patinação. A competição foi disputada no dia 20 de abril, na cidade de Saitama, Japão.

## Eventos
- Equipes (Individual masculino + Individual feminino)

## Medalhistas
| Evento           | Ouro                                                                 | Prata                                                                     | Bronze                                                                          |
| Equipes detalhes | Daisuke Takahashi Takeshi Honda Mao Asada Yukari Nakano Equipe Japão | Adrian Schultheiss Stephane Lambiel Kiira Korpi Sarah Meier Equipe Europa | Evan Lysacek Todd Eldredge Kimmie Meissner Mirai Nagasu Equipe América do Norte |

## Resultados

### Individual masculino
| Pos. | Nome               | Nacionalidade  | Pontos |
| ---- | ------------------ | -------------- | ------ |
| 1    | Evan Lysacek       | Estados Unidos | 151.95 |
| 2    | Stephane Lambiel   | Suíça          | 146.49 |
| 3    | Adrian Schultheiss | Suécia         | 132.90 |
| 4    | Daisuke Takahashi  | Japão          | 127.23 |
| 5    | Takeshi Honda      | Japão          | 114.70 |
| 6    | Todd Eldredge      | Estados Unidos | 111.94 |

### Individual feminino
| Pos. | Nome            | Nacionalidade  | Pontos |
| ---- | --------------- | -------------- | ------ |
| 1    | Mao Asada       | Japão          | 128.03 |
| 2    | Sarah Meier     | Suíça          | 123.11 |
| 3    | Yukari Nakano   | Japão          | 121.86 |
| 4    | Kimmie Meissner | Estados Unidos | 109.50 |
| 5    | Mirai Nagasu    | Estados Unidos | 108.42 |
| 6    | Kiira Korpi     | Finlândia      | 85.95  |

### Final
| Pos.              | Nome                    | Pontos |
| ----------------- | ----------------------- | ------ |
| Medalha de ouro   | Equipe Japão            | 491.82 |
| Medalha de prata  | Equipe Europa           | 488.45 |
| Medalha de bronze | Equipe América do Norte | 481.81 |